# Hadena dianthoecioides
Hadena dianthoecioides är en fjärilsart som beskrevs av Charles Boursin 1940. Hadena dianthoecioides ingår i släktet Hadena och familjen nattflyn. Inga underarter finns listade i Catalogue of Life.